# Computação orgânica
Computação orgânica é a área computação que estuda a maneira orgânica com que os computadores se comportam e interagem com humanos. O termo "orgânico" aqui não implica que ele seja construído a partir de materiais orgânicos, mas sim que é usado para descrever o comportamento do sistema. Ela é baseada na noção de que em breve será comum o uso de sistemas autônomos, equipados com sensores e atuadores, cientes e atuantes em seu ambiente, e que se comunicam e se organizam (de forma autonoma) para executar as ações e serviços que parecem ser necessários.
A meta é construir esses sistemas de forma robusta, segura, flexível e confiáveil, quanto for possível. Em particular, focando nas necessidades humanas, contra uma implementação do tecnologicamente possível. Para isso, nossos sistemas terão que agir de forma mais independente, flexível e autônoma, ou seja, terão que exibir propriedades verdadeiramente realistas, ou organicas. Nós chamamos esses sistemas de "orgânicos". Portanto, um "Sistema de Computação Orgânica" é um sistema técnico que se adapta dinamicamente a mudanças exógenas e endógenas. É caracterizada pelas propriedades de auto-organização, autoconfiguração, auto- otimização, autocura, autoproteção, autoexplicação e consciência de contexto . Pode ser visto como uma extensão da visão de computação autônoma da IBM.
O programa de pesquisa prioritário SPP 1183 da Fundação Alemã de Pesquisa (DFG) aborda desafios fundamentais no design de sistemas de Computação Orgânica; Com o objetivo de obter compreensão mais profunda do comportamento global emergente em sistemas auto-organizados (autonomos) e o design de conceitos e ferramentas específicos para dar suporte à construção de sistemas de Computação Orgânica para aplicações técnicas.

## Links externos
- DFG SPP 1183 Computação Orgânica
- Documento de posição Computação orgânica (alemão)
- Perguntas frequentes sobre sistemas auto-organizados (SOS)
- O ambiente de computação orgânica PUPS/P3 para Linux ( software livre )
- Simulador multiagente SeSAm e ambiente de modelagem gráfica. ( Software Livre )